# Spoorlijn Roskilde - Kalundborg
De spoorlijn Roskilde - Kalundborg (Deens: Nordvestbanen) is een spoorlijn tussen Roskilde en Kalundborg op het eiland Seeland in Denemarken.

## Geschiedenis
De spoorlijn werd door de Danske Statsbaner op 30 december 1874 geopend.
In 2012 zijn werkzaamheden begonnen om het enkelsporige deel tussen Lejre en Vipperød te verbouwen tot dubbelspoor. Hierdoor wordt het traject tussen Roskilde en Holbæk dubbelsporig en kan de snelheid van 120 km/h naar 160 km/h worden verhoogd. De werkzaamheden zullen volgens plan in 2015 gereed zijn. Tussen 2 juni 2012 en 2 september 2012 rijden er bussen in plaats van treinen tussen Lejre en Holbæk.

## Aansluitingen

### Roskilde
- Spoorlijn Kopenhagen - Korsør (Vestbanen)
- Spoorlijn Roskilde - Næstved (Lille Syd)

### Hvalsø
- Spoorlijn Næstved - Hillerød (Midtbanen)

### Tølløse
- Spoorlijn Høng - Tølløse (Tølløsebanen)

### Holbæk
- Spoorlijn Holbæk - Nykøbing Sjælland (Odsherredsbanen)

### Værslev
- Spoorlijn Slagelse - Værslev
- Spoorlijn Hørve - Værslev